# Liste in Uruguay vorhandener Dampflokomotiven
Dies ist eine Liste erhaltener Dampflokomotiven auf dem Gebiet von Uruguay.

## Lokomotiven mit 56.5″
| Foto | Nummer oder Name                  | Bauart / Achsfolge | Hersteller               | Fabrik-nr. | Baujahr | Historie | Eigentümer / Betreiber / Strecke              | Bemerkungen |
| ---- | --------------------------------- | ------------------ | ------------------------ | ---------- | ------- | -------- | --------------------------------------------- | ----------- |
|      | CUR No. N 96                      | 1’C                | Beyer Peacock & Co.      | 4943       | 1907    |          | Plaza del Ferrocarril, by Terminal de Omnibus | [ 1 ]       |
|      | FCU No. A 3                       | C                  | Black Hawthorn           |            | 1888    |          | Piedra Alta Workshops                         | [ 2 ]       |
|      | North Eastern of Uruguay No. A 42 | C                  | Manning Wardle           | 1197       | 1889    |          | Peñarol Diesel Works                          | [ 3 ]       |
|      | AFE (MUR) No. B 17                | 1’C                | Beyer Peacock & Co.      | 5394       | 1910    |          | Peñarol Diesel Works                          | [ 4 ]       |
|      | CUR (MUR) No. B 4 (8)             | 1’C                | Beyer Peacock & Co.      | 3011       | 1889    |          | Sociedad Criolla Dr Elias Regules             | [ 5 ]       |
|      | CEFU (CUR) No. N3 120 (119)       | 1’C                | Beyer Peacock & Co.      | 5399       | 1910    |          | CEFU, Peñarol Works                           | [ 6 ]       |
|      | CEFU (CUR) No. S 144              | 1’D                | Hawthorn Leslie & Co.    | 3449       | 1921    |          | CEFU, Peñarol Works                           | [ 7 ]       |
|      | CEFU (CUR) No. V 158              | 1’E                | Henschel & Sohn (Kassel) |            | 1950    |          | Estadio Campeon del Siglo                     | [ 8 ]       |
|      | AUAR (ANP) No. 1                  | C                  | Orenstein & Koppel       | 5433       | 1912    |          | Uruguayan Railfan Association                 | [ 9 ]       |
|      | CEFU (ANP) No. 3                  | C                  | Manning Wardle           | 1198       | 1887    |          | CEFU, Montevideo                              | [ 10 ]      |
|      | AUAR (ANP) No. 4                  | C                  | Linke-Hofmann (Breslau)  | 2669       | 1925    |          | Uruguayan Railfan Association                 | [ 11 ]      |
|      | CUR No. N 101                     | 1’C                | Beyer Peacock & Co.      | 4948       | 1907    |          | Paso del los Toros                            | [ 12 ]      |
|      | CUR No. N3 119 (120)              | 1’C                | Beyer Peacock & Co.      | 5400       | 1910    |          | Paso de los Toros                             | [ 13 ]      |
|      | CUR No. N 88                      | 2’C                | Beyer Peacock & Co.      | 4746       | 1906    |          | Paysandu Railway Station                      | [ 14 ]      |
|      | CUR No. N3 117                    | 2’C                | Beyer Peacock & Co.      | 5397       | 1910    |          | Paysandu Workshops                            | [ 15 ]      |
|      | CUR No. 11 'Criollo'              | 1’B                | Talleres NW Ury Railwy   |            | 1895    |          | Museo del Hombre y la Tecnologia              | [ 16 ]      |
|      | CUR No. N 92                      | 1’C                | Beyer Peacock & Co.      | 4750       | 1906    |          | Parque Jose Enrique Rodo                      | [ 17 ]      |
|      | CUR No. N 93                      | 1’C                | Beyer Peacock & Co.      | 4751       | 1906    |          | Children's Playgound by Young Station         | [ 18 ]      |

## Lokomotiven mit 600 mm
| Foto | Nummer oder Name               | Bauart / Achsfolge | Hersteller               | Fabrik-nr. | Baujahr | Historie | Eigentümer / Betreiber / Strecke   | Bemerkungen |
| ---- | ------------------------------ | ------------------ | ------------------------ | ---------- | ------- | -------- | ---------------------------------- | ----------- |
|      | Indare S.A. No. 3              | B                  | Orenstein & Koppel       | 4901       | 1912    |          | Indare Steam Railway Museum        | [ 19 ]      |
|      | Indare S.A. No. 10             | B                  | Arnold Jung              | 3980       | 1927    |          | Indare S.A. HQ, Boca del Rosario   | [ 20 ]      |
|      | Indare S.A. No. 11             | B                  | Arnold Jung              | 3950       | 1927    |          | Indare S.A. HQ, Boca del Rosario   | [ 21 ]      |
|      | Indare S.A. No. 12             | B                  | Arnold Jung              | 4249       | 1927    |          | Indare S.A. HQ, Boca del Rosario   | [ 22 ]      |
|      | Indare S.A. No. 13             | B                  | Henschel & Sohn (Kassel) | 21144      | 1928    |          | Indare S.A. HQ, Boca del Rosario   | [ 23 ]      |
|      | Indare S.A. No. 14             | B                  | Arnold Jung              | 449        | 1900    |          | Indare S.A. HQ, Boca del Rosario   | [ 24 ]      |
|      | Indare S.A. No. 15             | B                  | Orenstein & Koppel       | 5835       | 1912    |          | Indare S.A. HQ, Boca del Rosario   | [ 25 ]      |
|      | Indare S.A. No. 16             | B                  | Krauss (München)         | 5440       | 1906    |          | Indare S.A. HQ, Boca del Rosario   | [ 26 ]      |
|      | Indare S.A. No. 17             | C                  | Orenstein & Koppel       |            |         |          | Indare S.A. HQ, Boca del Rosario   | [ 27 ]      |
|      | Indare S.A. No. 20             | B                  | Arnold Jung              | 4248       | 1928    |          | Indare S.A. HQ, Boca del Rosario   | [ 28 ]      |
|      | Indare S.A. No. 21             | B                  | Arnold Jung              | 3849       | 1927    |          | Indare S.A. HQ, Boca del Rosario   | [ 29 ]      |
|      | Indare S.A. No. 22             | B                  | Orenstein & Koppel       | 4124       | 1910    |          | Indare S.A. HQ, Boca del Rosario   | [ 30 ]      |
|      | Indare S.A. No. 23             | B                  | Henschel & Sohn (Kassel) | 19254      | 1922    |          | Indare S.A. HQ, Boca del Rosario   | [ 31 ]      |
|      | Indare S.A. No. 24             | B                  | Orenstein & Koppel       | 4153       | 1910    |          | Indare S.A. HQ, Boca del Rosario   | [ 32 ]      |
|      | Indare S.A. No. 25             | B                  | Henschel & Sohn (Kassel) | 28518      | 1950    |          | Indare S.A. HQ, Boca del Rosario   | [ 33 ]      |
|      | Indare S.A. No. 26             | B                  | Henschel & Sohn (Kassel) | 28519      | 1950    |          | Indare S.A. HQ, Boca del Rosario   | [ 34 ]      |
|      | Indare S.A. No. 4              | B                  | Orenstein & Koppel       | 1923       | 1906    |          | Indare S.A. HQ, Boca del Rosario   | [ 35 ]      |
|      | Indare S.A. No. 5              | B                  | Orenstein & Koppel       | 2030       | 1906    |          | Indare S.A. HQ, Boca del Rosario   | [ 36 ]      |
|      | Indare S.A. No. 6              | B                  | Orenstein & Koppel       |            | 1906    |          | Indare S.A. HQ, Boca del Rosario   | [ 37 ]      |
|      | Indare S.A. No. 8 (38)         | B                  | Neumeyer                 | 5          | 1923    |          | Indare S.A. HQ, Boca del Rosario   | [ 38 ]      |
|      | Indare S.A. No. 9              | B                  | Arnold Jung              | 3979       | 1927    |          | Indare S.A. HQ, Boca del Rosario   | [ 39 ]      |
|      | Indare S.A. No. 7              | B                  | Orenstein & Koppel       |            |         |          | Indare S.A. HQ, Boca del Rosario   | [ 40 ]      |
|      | Indare S.A. No. 19             | B                  | Arnold Jung              | 4252       | 1929    |          | Indare S.A. HQ, Boca del Rosario   | [ 41 ]      |
|      | Indare S.A. No. 1A             | B                  | Decauville               | 1785       | 1906    |          | Private Location, Boca del Rosario | [ 42 ]      |
|      | Indare S.A. No. 2              | B                  | Orenstein & Koppel       | 1755       | 1906    |          | Indare S.A. HQ, Boca del Rosario   | [ 43 ]      |
|      | Indare S.A. No. 4              | B                  | Orenstein & Koppel       |            | 1923    |          | Indare S.A. HQ, Boca del Rosario   | [ 44 ]      |
|      | Indare S.A. No. 5              | B                  | Orenstein & Koppel       | 2030       | 1906    |          | Indare S.A. HQ, Boca del Rosario   | [ 45 ]      |
|      | Indare S.A. No. 1              | B                  | Orenstein & Koppel       | 1785       | 1906    |          | Indare S.A. HQ, Boca del Rosario   | [ 46 ]      |
|      | N. Sand Quarry Co. No. ?       | B                  | Orenstein & Koppel       | 11099      | 1925    |          | Route 1, Colonia                   | [ 47 ]      |
|      | Indare S.A. No. 18             | B                  | Krauss (München)         | 5718       | 1907    |          | Indare Railway Museum              | [ 48 ]      |
|      | Parada Sud Quarry No. LVD1     | B                  | Orenstein & Koppel       | 2029       | 1906    |          | Montevideo Central Station         | [ 49 ]      |
|      | AUAR (NacionalDeCemento) No. 2 | D                  | Henschel & Sohn (Kassel) | 21208      | 1928    |          | Museo Ferroviario                  | [ 50 ]      |